# Melitta ezoana
Melitta ezoana là một loài ong trong họ Melittidae. Loài này được Yasumatsu & Hirashima miêu tả khoa học đầu tiên năm 1956.